# Charbowo
Charbowo (prononciation : [xarˈbɔvɔ]) est un village polonais de la gmina de Kłecko dans le powiat de Gniezno de la voïvodie de Grande-Pologne dans le centre-ouest de la Pologne.
Il se situe à environ 4 kilomètres au nord de Kłecko (siège de la gmina), à 20 kilomètres au nord-ouest de Gniezno (siège du powiat) et à 45 kilomètres au nord-est de Poznań (capitale régionale).

## Histoire
De 1975 à 1998, le village faisait partie du territoire de la voïvodie de Poznań.

Depuis 1999, Charbowo est situé dans la voïvodie de Grande-Pologne.